# 1599
| 1599               |
| ------------------ |
| Dødsfald - Fødsler |
| • Begivenheder     |

| Gregoriansk kalender | 1599 MDXCIX             |
| Ab urbe condita      | 2352                    |
| Armensk kalender     | 1048 ԹՎ ՌԽԸ             |
| Kinesiske kalender   | 4295 – 4296 戊戌 – 己亥 |
| Etiopisk kalender    | 1591 – 1592             |
| Jødisk kalender      | 5359 – 5360             |
| Hindukalendere       |                         |
| - Vikram Samvat      | 1654 – 1655             |
| - Shaka Samvat       | 1521 – 1522             |
| - Kali Yuga          | 4700 – 4701             |
| Iransk kalender      | 977 – 978               |
| Islamisk kalender    | 1008 – 1009             |

Konge i Danmark: Christian 4. 1588 – 1648
Se også 1599 (tal)

## Begivenheder
- Koldinghus får sit Kæmpetårn, som giver slottet sin karakteristiske profil. Navnet Kæmpetårn skyldes de fire kæmper, der var placeret i hvert sit hjørne af tårnet og hvoraf kun Hercules er tilbage. Bygherre var Christian 4.
- William Shakespeares skuespil As You Like It (Som man behager) har premiere.

## Dødsfald
- 11. september - Beatrice Cenci, italiensk adelig (født 1577)